# Lo Tramado
Lo Tramado és un indret del terme de Sarroca de Bellera, al Pallars Jussà, en el territori de l'antic terme de Benés. Està situat entre la Pica de Cerví, nord, i el Tossal de Sant Pere, a la part nord-oest del terme municipal. És a la dreta del riu de Manyanet, al nord del poble de Manyanet. La part superior, a ponent seu, és la Pala Freda.